# Финал на Шампионската лига 2016
Финалът на Шампионската лига 2016 е футболен мач, който се провежда в събота, на 28 май 2016 г. между испанските отбори от Мадрид Реал и Атлетико на стадион Джузепе Меаца в Милано (Италия). Мачът се провежда да определи победителя на сезон 2015/16 в Шампионската лига, най-силния европейски клубен турнир. За Реал това е 24-ти финал, преди това е печелил 10 пъти и е губил 13 пъти, а за Атлетико е втори финал. Мачът е повторение на финала между двата отбора през 2014 г., спечелен от Реал след продължения и е вторият финал в турнира, който се е повтарял през година (след Ливърпул – Милан 2005 и 2007).
И двата отбора се класират за осминафиналите като завършват на първо място в групите си: Реал – пред Пари Сен Жермен, Шахтьор (Донецк) и Малмьо, а Атлетико – пред Бенфика (Лисабон), Галатасарай и Астана.

На осминафиналите Реал побеждава два пъти Рома с 2:0, а Атлетико трудно преодолява ПСВ Айндховен след два равни мача 0:0 и 8:7 след дузпи.
На четвъртфиналите Реал трудно отстранява Волфсбург след загуба с 0:2 като гост и победа с 3:0 в Мадрид. Атлетико в оспорвана борба отстъпва на шампионите от предната година Барселона като гост с 1:2, но на реванша в Мадрид печели с 2:0 и също се класира за полуфиналите. Там след два равностойни мача с Байерн побеждава с 1:0 като домакин, губи с 1:2 в Мюнхен и благодарение гола на чужд терен отстранява и победителя от 2013 г. Реал (Мадрид) завършва наравно 0:0 първия полуфинален мач с Манчестър Сити, но в реванша като домакин постига минимална победа с 1:0.
На финала двата мадридски отбора играят в състави: 

РЕАЛ: Навас, Карвахал /52-ра мин. – Данило/, Пепе, Серхио Рамос, Марсело, Каземиро, Кроос /72- Иско/, Модрич, Бейл, Роналдо, Бензема /76- Лукас Васкес/.

/Резерви: Касия, Данило, Начо, Хамес Родригес, Иско, Лукас Васкес, Родригес/, Старши треньор – Зинедин Зидан
АТЛЕТИКО: Облак, Хуанфран, Савич, Годин, Луиш /108- Лукас Ернандес/, Саул, Габи, Аугусто /46- Караско/, Коке /116- Томас Парти/, Гризман, Фернандо Торес.
Началото на мача е по-добро за „Белия балет“. В 6-а минута възниква първа идеална възможност за гол. Бейл центрира остро отдясно, Каземиро засича, но изпраща топката право в тялото на вратаря на Атлетико Ян Облак.
В 15-а минута Кроос центрира от фаул, Бейл продължава топката с глава, но точно в този момент пред вратата в положение на засада е Серхио Рамос, който с крак добутва топката във вратата на Атлетико. Съдията обаче не отсъжда засадата и зачита гола.

Именно Рамос преди две години на финала в Лисабон между същите два отбора изравнява резултата в 93-та минута, а след това в продълженията Атлетико рухва и Реал спечелва с 4:1.
Постепенно Атлетико успява да изравни играта и на свой ред застрашава вратата на Реал, най-вече чрез Гризман. До почивката обаче резултатът остава 1:0 за Реал.
В началото на второто полувреме Пепе извършва нарушение срещу Торес в наказателното поле на Реал и съдията Клатенбърг е категоричен – дузпа. Антоан Гризман стреля прекалено мощно, но в напречната греда и така в 48-ата минута Атлетико пропуска златен шанс за изравняване.
Нова възможност да изравни резултата има Стефан Савич в 54-та минута, но отблизо защитникът не успява да добута топката до вратата на Кейлор Навас.

Атлетико усилва натиска и владее инициативата в играта. В 59-а минута Саул засича много опасно едно центриране, но ударът му с левия крак изпраща топката встрани от вратата на Реал.
Реал има страхотна възможност за втори гол в 70-а минута. Карим Бензема нахлува под ъгъл, сам срещу Облак, но не можа да преодолее словенския вратар на „дюшекчиите“.

Двойна възможност проиграват Роналдо и Бейл в 78-ата минута, когато пропускат да решат мача в полза на Реал.
В следващата минута обаче след пас на Торес следва хубаво центриране на Габи отдясно и Караско с полушпагат засича топката и я изстрелва високо в мрежата за 1:1.
В 86-ата минута Бейл и Пепе си попречват взаимно във въздуха и не могат да нанесат голов удар към вратата на Атлетико.
Така се стига до продължения. След корнер в 94-тата минута Роналдо не може да нанесе силен удар и след лек рикошет топката отива в ръцете на Облак.
Атлетико показва по-добри физически сили в продълженията. „Червено-белите“ започват да обграждат вратата на Реал с множество пасове в стил „Барселона“.

Следват две минути в полза на „белите“. После Гризман пробва задна ножица, но над вратата.
През второто продължение двата отбора играят предпазливо. Минута преди края на играта Лукас Васкес се забавя да шутира от много изгодна позиция и е блокиран от защитник на Атлетико. Реал прави финален щурм, но той не дава резултат.
Така се стига до дузпи.
- РЕАЛ
- Юношата Лукас Васкес с финт вдясно – 1:0 за Реал.
- Марсело силно и точно вдясно – 2:1 за Реал.
- 3:2 за Реал – Гарет Бейл право в левия долен ъгъл.
- Там бележи и Серхио Рамос – 4:3 за Реал.
- Кристиано Роналдо изчаква да тръгне вратаря и стреля в обратна посока горе вдясно на вратата за 5:3.

- АТЛЕТИКО
- 1:1 Антоан Гризман този път е точен за Атлетико.
- 2:2 – Габи също не греши.
- 3:3 – Саул Нигес също в ъгъла.
- Хуанфран се засилва малко, бие в десния стълб и изпуска.
- Така 5-а дузпа за Атлетико не се изпълнява.

РЕАЛ – АТЛЕТИКО 6:4

1:1 в редовното време и след продължения, 5:3 от дузпи
1:0 Серхио Рамос 15-а, 1:1 Яник Ферейра Караско 79-а
Така Реал печели 11-а си европейска шампионска титла.
| 28 май 2016 21:45 |

| Реал Мадрид | 1 – 1 сл. пр. | Атлетико Мадрид |
| ----------- | ------------- | --------------- |
| Рамос 15'   | Доклад        | Караско 79'     |

| Джузепе Меаца, Милано 71 942 зрители Съдия: Марк Клатенбърг |

|                                   | Дузпи |                            |
| Васкес Марсело Бейл Рамос Роналдо | 5 – 3 | Гризман Габи Саул Хуанфран |

| Шампионска лига 2015/16       |
| ----------------------------- |
| Испания                       |
| Реал Мадрид Единадесета титла |